# كنيسة القديسة ماري
كنيسة القديسة ماري هي كنيسة لوثرية تقع في مدينة شترالزوند، ألمانيا.